# Axis and Allies: Europe
Axis and Allies: Europe är en version av strategispelet Axis and Allies men som bara utspelar sig i Europa. Spelbara länder är USA, Storbritannien, Tyskland och Sovjet. Målet är för tyskarna att erövra någon allierad huvudstad, det vill säga Washington, London eller Moskva och försvara den en runda samtidigt som Berlin hålls. För de allierade att målet att inta Berlin och försvara sina huvudstäder en runda.
Man har infört konvojer som ger poäng till de allierade men om tyskarna besätter en konvojruta så räknas poängerna bort. I Mellanöstern finns områden som från början tillhör de allierade men om Tyskland besätter dessa så får de allierade gemensamt ge motsvarande summa till tyskarna.
Kostnader för olika truppslag är samma som i originalet.